# 1315
1315 (MCCCXV) var ett normalår som började en onsdag i den julianska kalendern.

## Händelser

### November
- 13 november – Schweizarna besegrar en habsburgsk riddarhär i slaget vid Morgarten, och Schweiziska edsförbundet förnyas.[1]

### Okänt datum
- Olov Björnsson blir ny svensk ärkebiskop.
- Edvard Bruce inleder en misslyckad skotsk invasion av Irland.
- En period av extremt regniga somrar i Europa når detta år sitt klimax. Det regnar nästan oupphörligt, så att det inte blir någon skörd att tala om, vilket leder till hungersnöd runt om på kontinenten.

## Födda
- Jakob III av Mallorca, kung av Mallorca.
- Irene Palaiologina av Trapezunt, regerande kejsarinna av Trapezunt

## Avlidna
- 25 november – John Balliol, kung av Skottland 1292–1296.

### Fotnoter
1. ↑  World Statesmen (läst 7 april 2011)